# Bembidion fuchsii
Bembidion fuchsii es una especie de escarabajo del género Bembidion, familia Carabidae. Fue descrita científicamente por Blaisdell en 1902.
Habita en los Estados Unidos.